# 顆粒岩

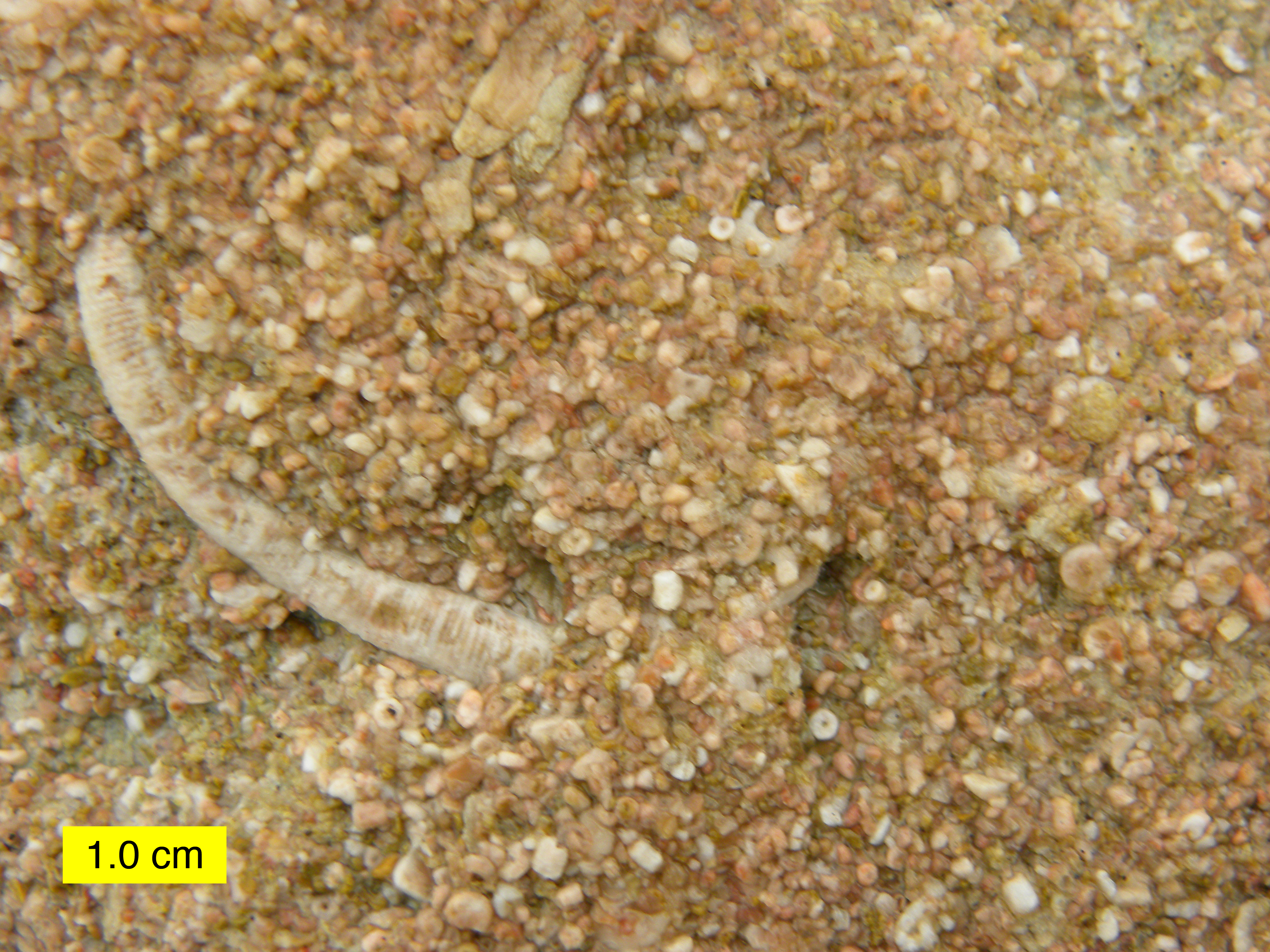
由海百合碎片組成的顆粒岩， 標本地點：俄亥俄州

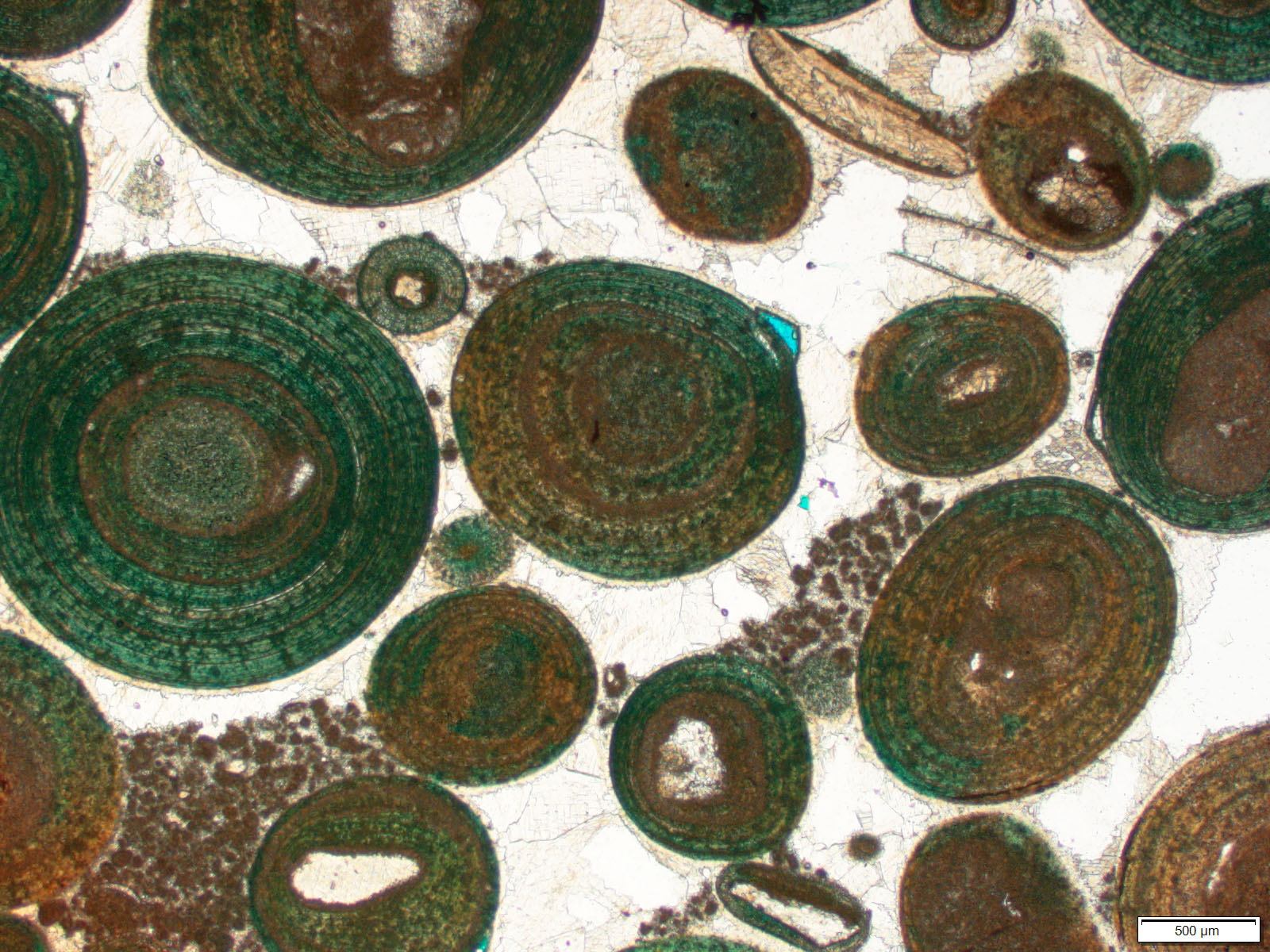
岩石薄片顯示鲕粒狀顆粒岩

顆粒岩（英語：grainstone）是指由碳酸鹽顆粒支撐的碎屑碳酸鹽岩 ，其含泥質充填物少於 1% 。碳酸鹽顆粒之間的空間可能是空的，造成孔隙，或被其他固結物充填。

## 石油儲存
顆粒岩是在高能量沉積環境下的淺水邊緣沉積物。因爲受長期波浪的冲刷，沉積物中的黏土和粉砂被水流帶走，留下顆粒大的碎屑顆粒。後來被岩化成而成顆粒岩。因此顆粒岩中的孔隙率高，適於石油儲存。
各地質年代的顆粒岩石油儲層都有被報道， 但在中東地區，因爲古氣候影響，顆粒岩分佈最廣。因而形成較多的顆粒岩石油儲層，包括眾所熟悉的沙烏地阿拉伯的北里油田（Berri Field）。 此油田的儲層是侏羅紀的顆粒岩。根據地震地層學研究，發現海退體系及海侵體系内均有顆粒岩的堆積， 不受海平面升降影響。
在阿拉伯聯合大公國的下白堊紀儲層也是顆粒岩。
在美國陸上，侏羅紀的斯馬科弗地層（Smackover Formation）是廣氾被開采的石油儲層，它屬海相碳酸鹽層也由顆粒岩組成。
陸相顆粒岩多在湖岸扇三角洲沉積。在此處碳酸鹽碎屑沉積物經由波浪淘洗而形成顆粒岩。在巴西内陸的桑托斯盆地Santos Basin是該國重要的石油產地，其中巴拉維爾哈組（Barra Velha） 油層就由顆粒岩組成.

## 孔隙度變化
顆粒岩的主要成分是碳酸鹽多由方解石及文石等礦物組成。在岩石埋藏歷史中，此類礦物很容易被酸性地下水侵蝕， 在高壓下也容易變形。因此岩石孔隙度也遭到破壞，失去石油儲層價值。一般在深度超過5 000 m，由於壓實和膠結作用，碳酸鹽岩儲層被認為是孔隙度小於10% 的劣質儲層. 但一方面，這種緻密石灰岩中含有微孔，亦可容納大量的石油和天然氣，不能忽視.
緻密碳酸鹽岩儲層在全球分佈廣泛，而微孔廣泛存在於中東、北非、東南亞、里海地區、北美、南美和歐洲的顯生宙石灰岩儲層中.
經濟勘探潛力大。

## 微孔起源
微孔的起源有爭論。一些人認為，微孔是原有的孔隙在埋藏環境中經過礦物化而被保藏。另一派認為微孔是溶解在沉積物的方解石和蒸發岩礦物的微晶而造成的。其形成受沉積環境和成岩作用 共同作用的結果。由淡水引起的溶解作用已被證實從近地表到淺埋環境中都能造成微孔。